# Hibiscus fragilis
A Hibiscus fragilis a mályvavirágúak (Malvales) rendjébe és a mályvafélék (Malvaceae) családjába tartozó faj.

## Előfordulása
A Hibiscus fragilis előfordulási területe kizárólag Mauritiuson van, ennek a szigetországnak az egyik endemikus növénye.
Az ember dísznövényként ülteti.

## Képek

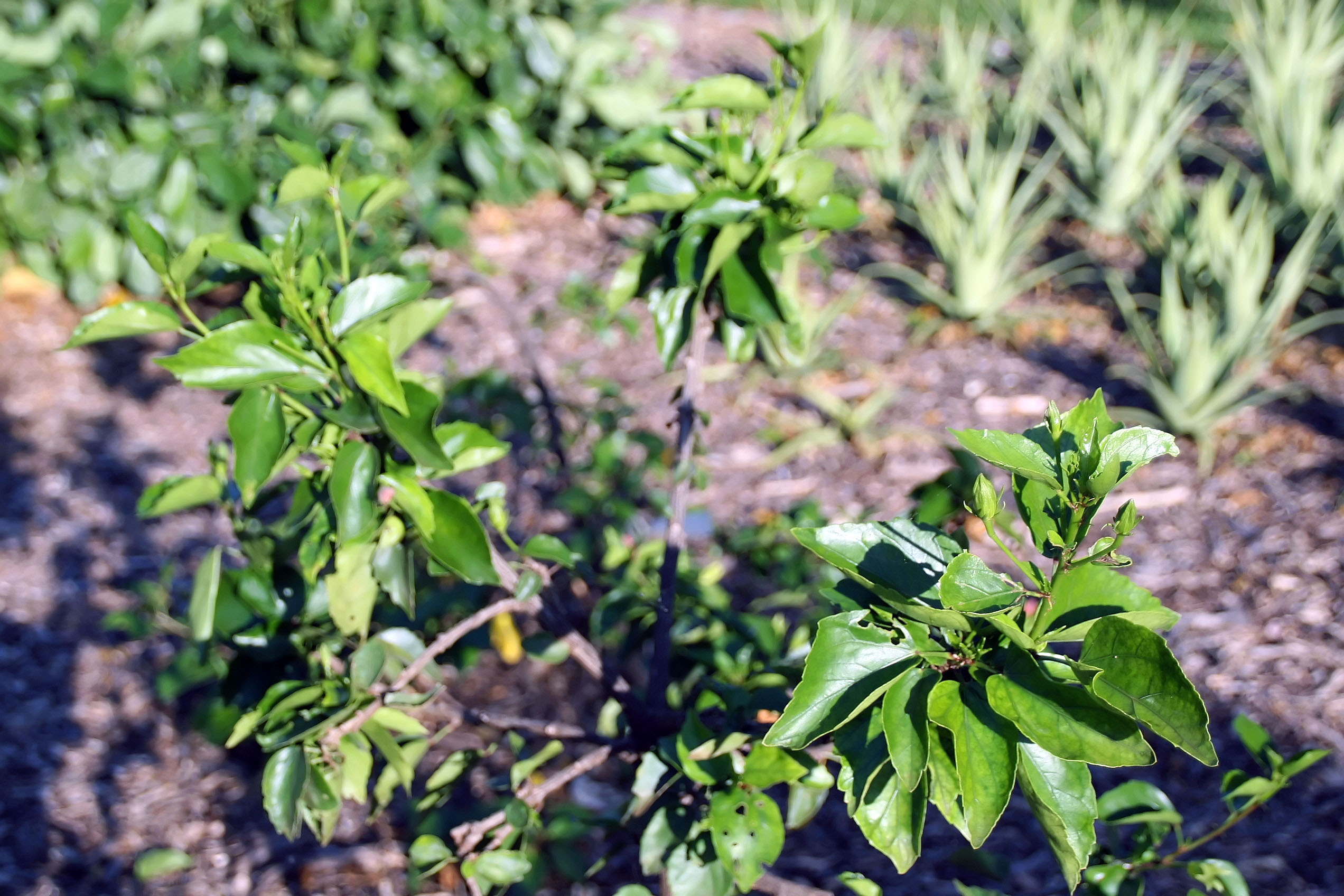
A növény
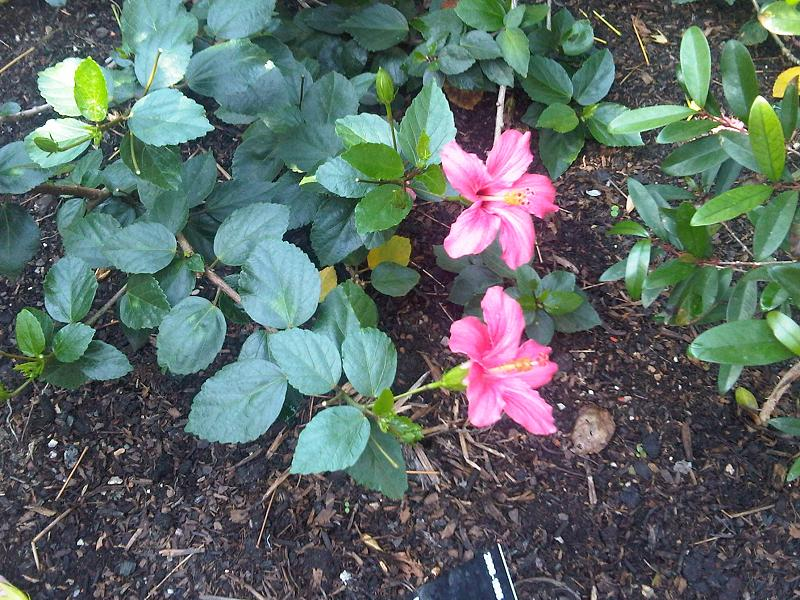
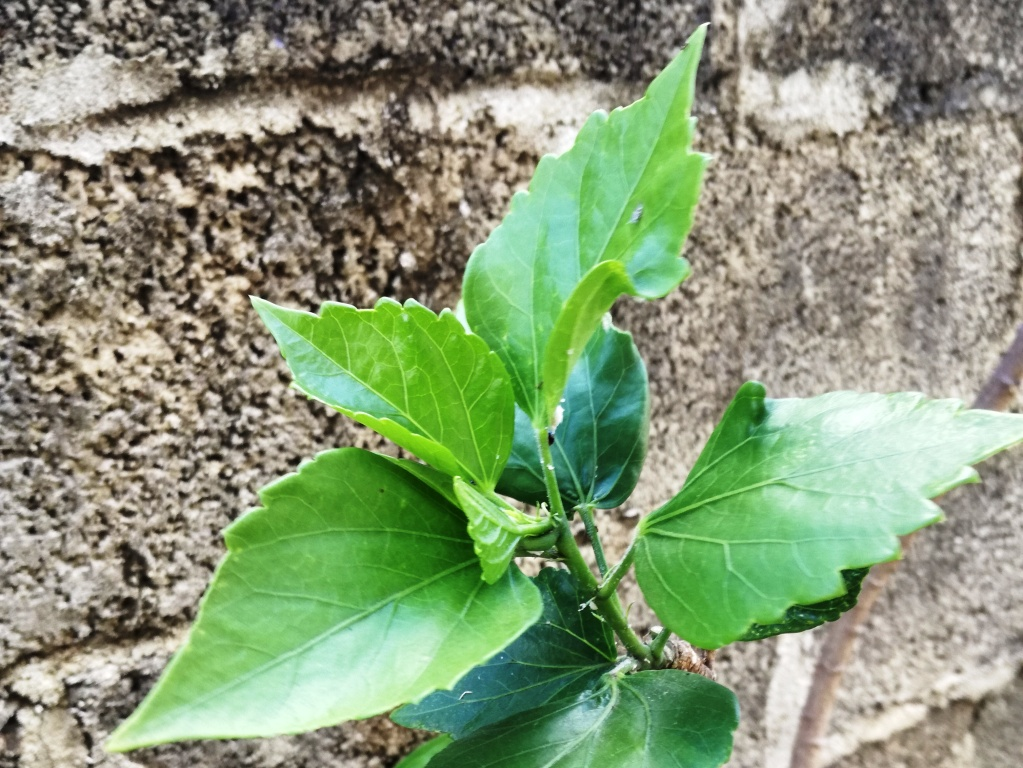
Levelei
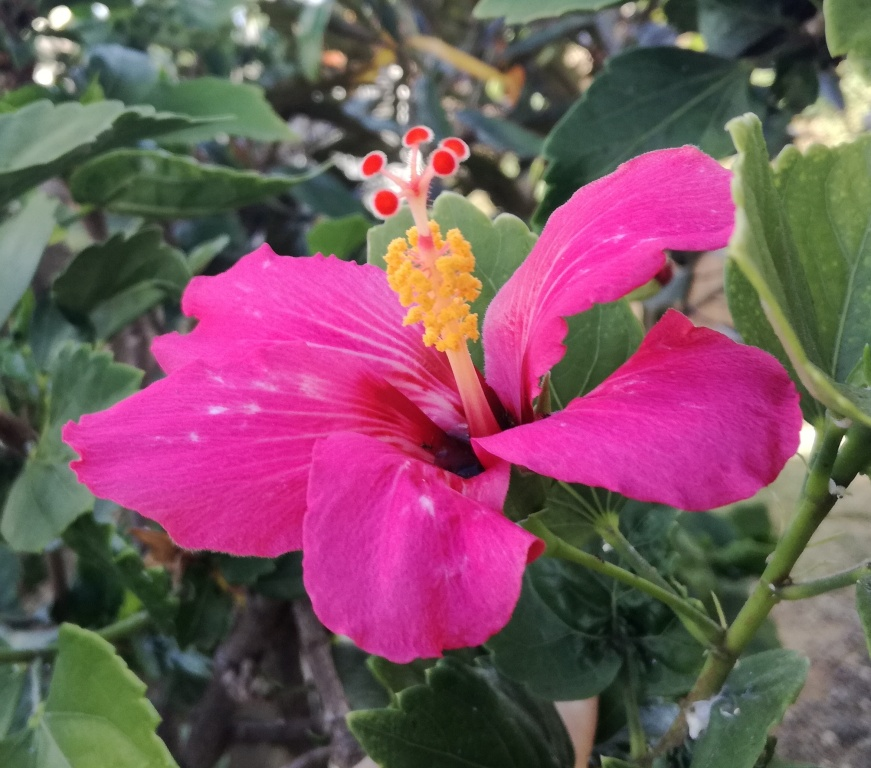
Virága
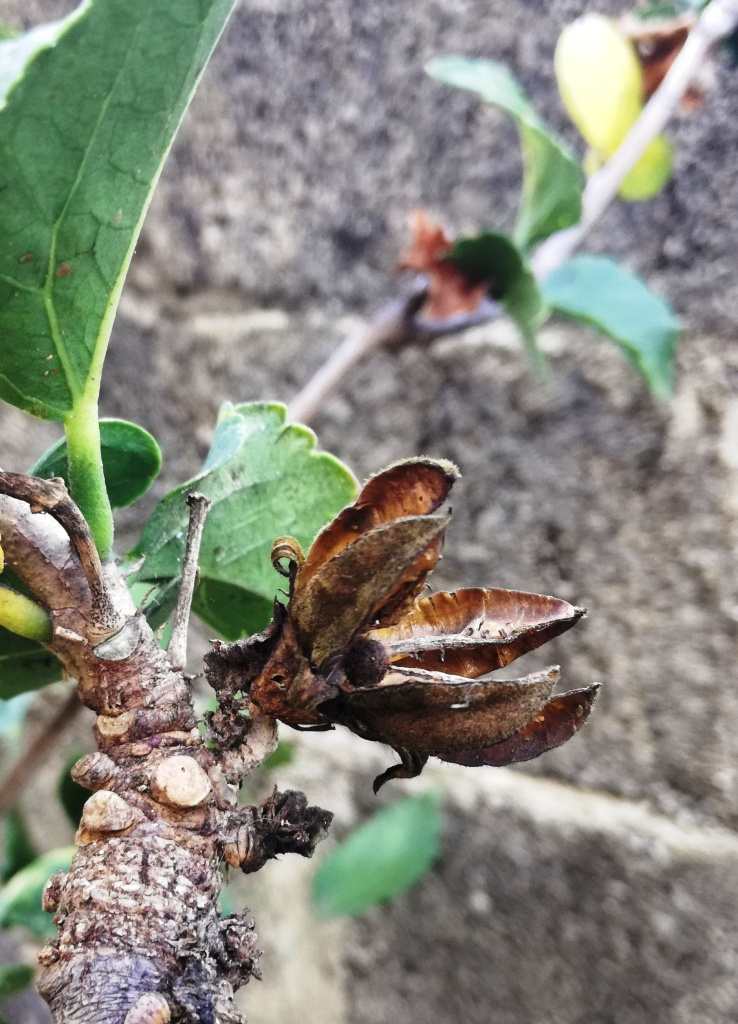
Terméstokja